# Gesta Hammaburgensis Ecclesiae Pontificum

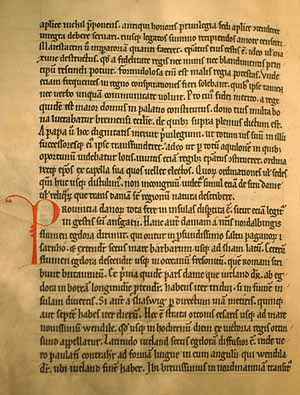
Extrato manuscrito da Gesta Hammaburgensis ecclesiae pontificum

Gesta Hammaburgensis ecclesiae pontificum ("Atos dos Bispos da Igreja de Hamburgo"), também conhecida como Gesta Hammaburgensis ou até simplesmente como Gesta, é uma obra do escritor Adão de Bremen, escrita por volta de 1072-75. 

A obra descreve a história da Arquidiocese de Hamburgo-Bremen e dos seus bispos, cobrindo o período que vai de 780 até 1073.
A "Gesta" é composta de 4 livros: 
- Livro I-II - História da missão no Norte da Europa
- Livro III – Bispo Adalberto e época da vida do próprio Adão de Bremen
- Livro IV – Descrições etnológicas